# لاسلوی چهارم

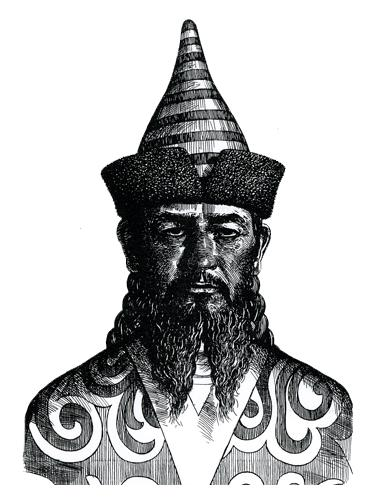
لاسلوی کومان

لاسلوی چهارم(به مجاری: IV. László) یا لاسلوی کومان(به مجاری: Kun László)(زادهٔ ۵ اوت ۱۲۶۲- مرگ ۱۰ ژوئیهٔ ۱۲۹۰) پادشاه مجارستان بود.
او بزرگترین پسر ایشتوان پنجم از بطن الیزابت کومان بود. مادر او ایلزابت دختر سرکردهٔ کومان‌ها بود که زیر فشار مغولها به سوی غرب رانده و در مجارستان استقرار یافته‌بودند.
از رویدادهای زمان او اتحاد وی با رودلف یکم برای جنگ با پرمیسل اوتاکار دوم بود. این دو در نبرد دونکروت و یدنشپایگن در ۱۲۷۸ میلادی پرمیسل اوتاکار را شکست دادند.